# Raphaël Astier
Raphaël Astier (Alès, 10 dicembre 1976) è un pentatleta francese.

## Palmarès
In carriera ha conseguito i seguenti risultati:
- Europei

Székesfehérvár 2000: bronzo nel pentathlon moderno a squadre.